# Nicolas-Sébastien Adam
Nicolas-Sébastien Adam, detto Adam le Cadet (Nancy, 22 marzo 1705 – Parigi, 27 marzo 1778), è stato uno scultore francese.
Appartenente alla famiglia di scultori, a capo della quale c'era il padre Jacob-Sigisbert, era fratello di Lambert-Sigisbert e di François Gaspard Balthazar. Nel 1726 fu a Roma, dove restaurò statue antiche con il fratello Lambert-Sigisbert. Tornò nella capitale francese nel 1734, dove lavorò alla decorazione interna dell'Hôtel de Soubise; inoltre realizzò due statue allegoriche per la facciata dell'antica camera dei conti nel cortile della Sainte-Chapelle, che poi andò distrutta. Attese a decorare il portale dei padri dell'Oratorio e alla ricostruzione dell'abbazia di Saint-Denis. A Nancy portò a termine il mausoleo della regina di Polonia Caterina Opalińska.

## Galleria d'immagini

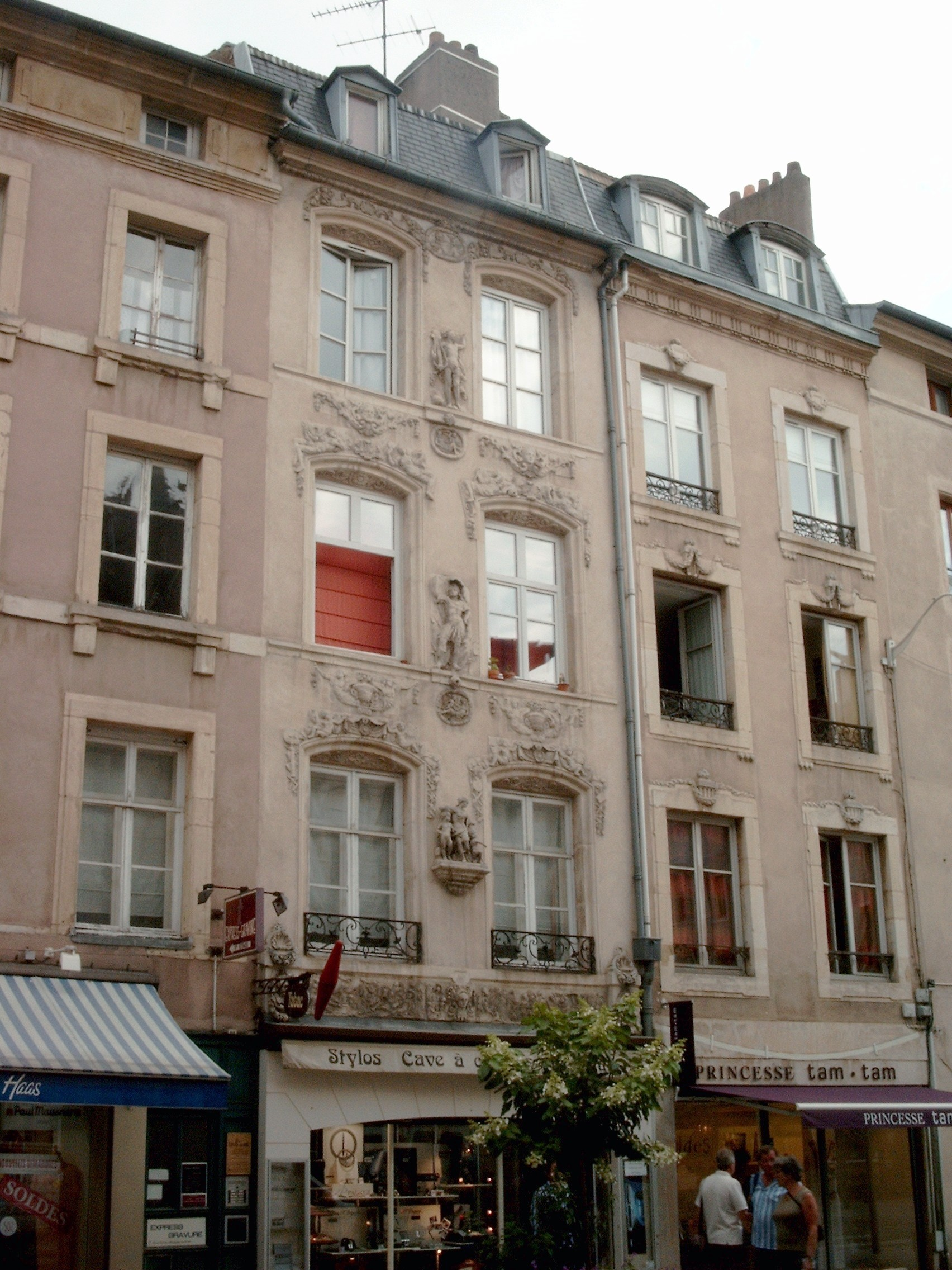
Casa di Adam
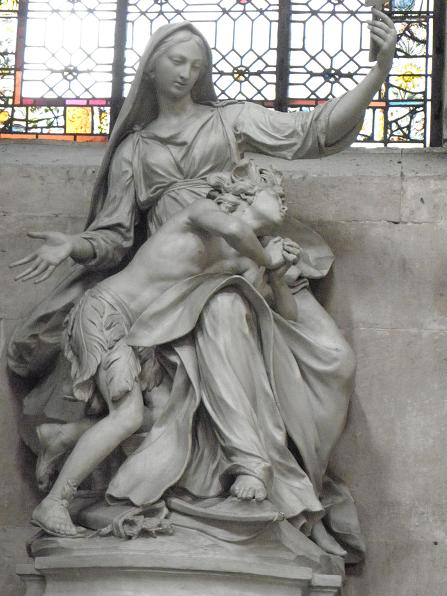
La religione istruisce un indiano (chiesa di St-Louis de Paris)
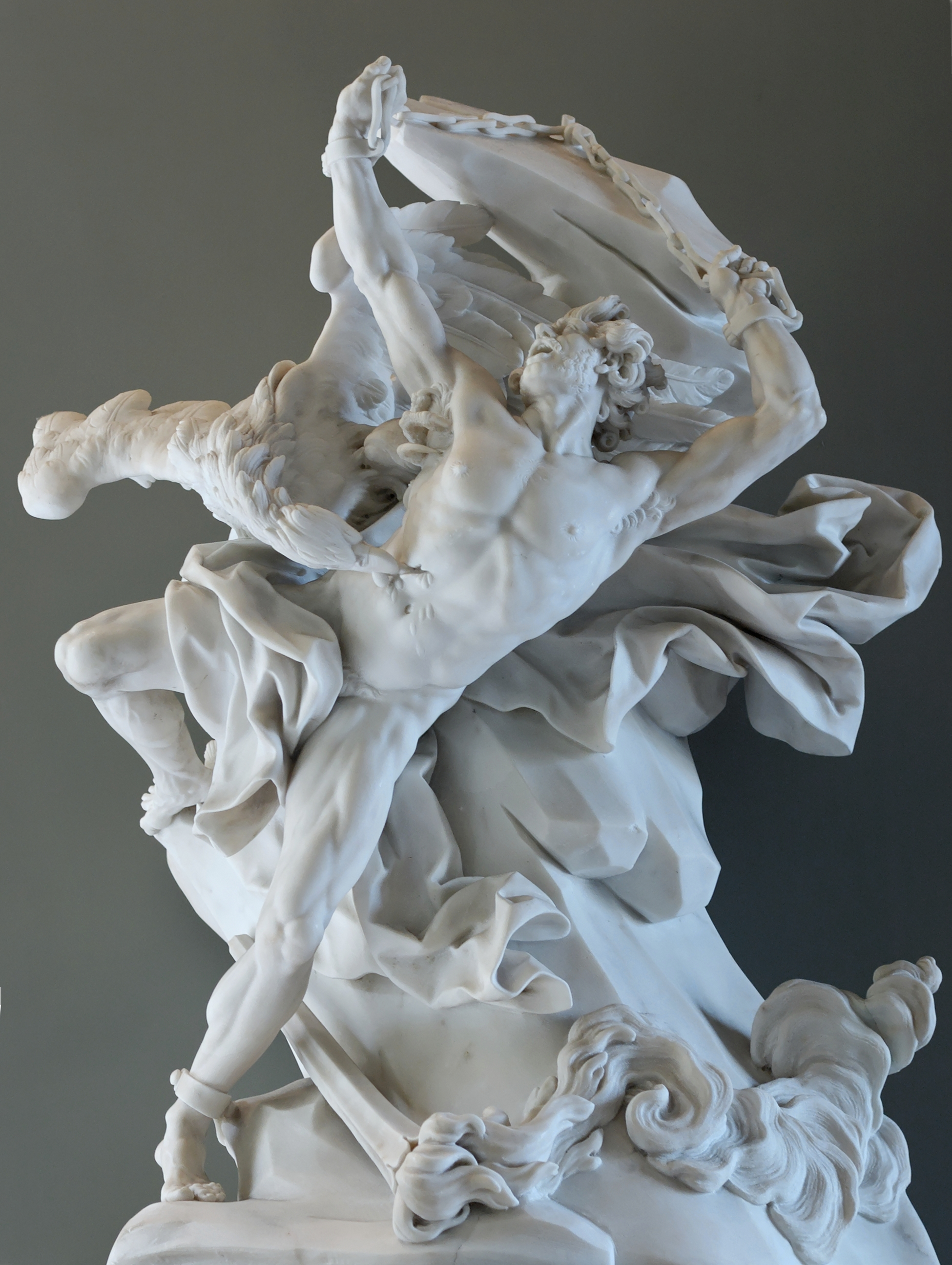
Prometeo incatenato (French Royal Academy), 1762